# Aparelho auditivo

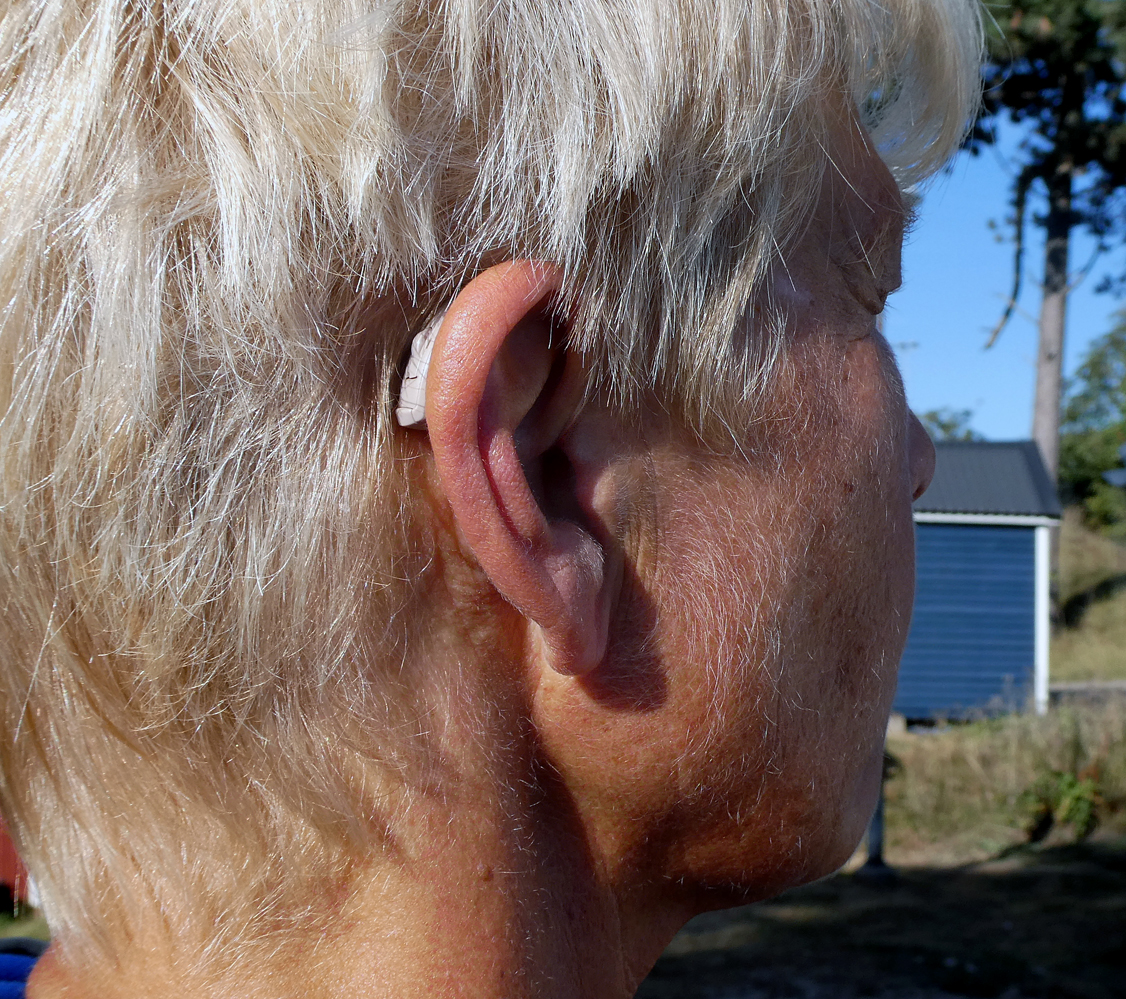
Um aparelho auditivo retroauricular moderno, o tubo de áudio do alto-falante é quase invisível.

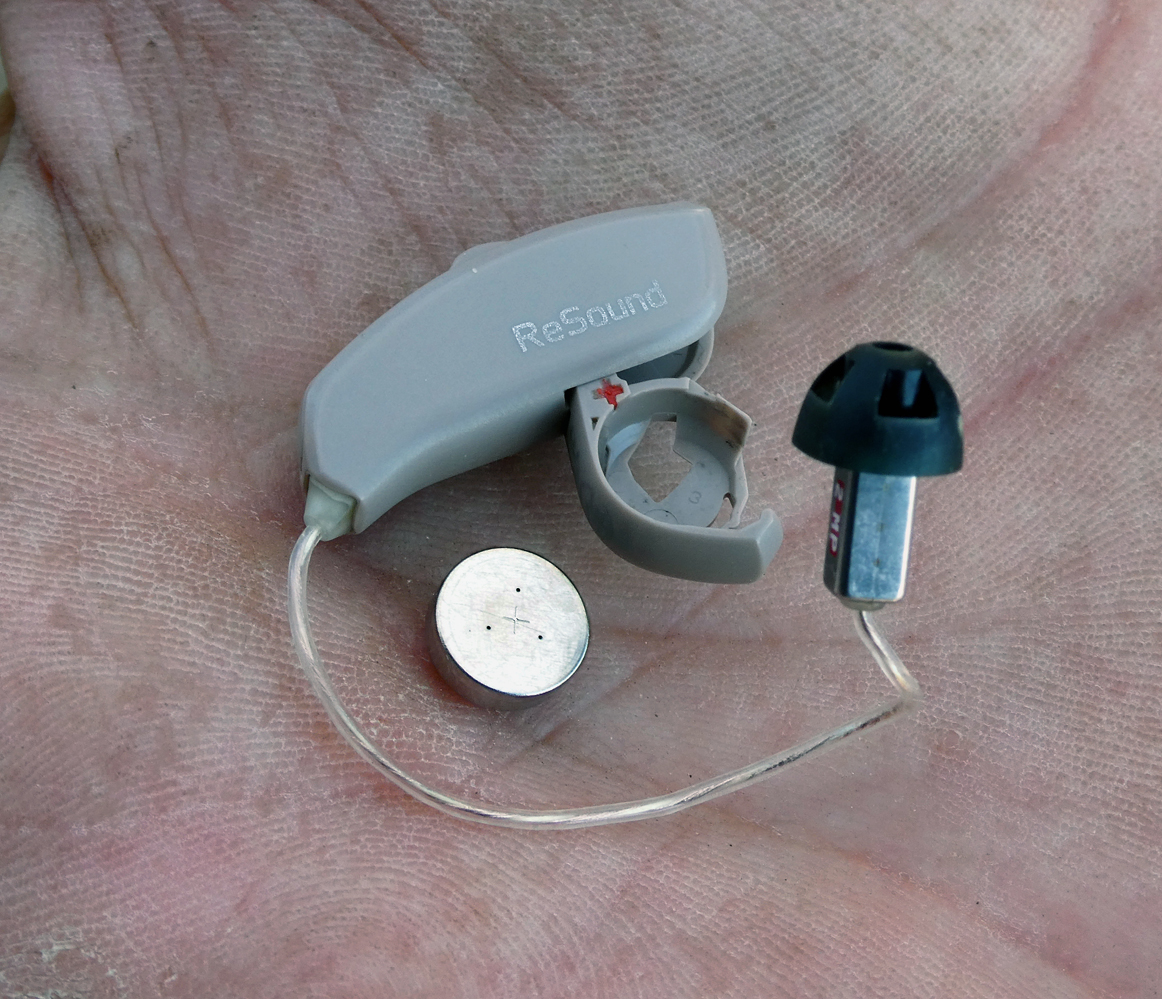
Um aparelho auditivo retroauricular moderno com uma bateria de minicélula.

O aparelho auditivo, prótese auditiva, AASI (aparelho de amplificação sonora individual) ou DEAS (dispositivo de amplificação sonora aplicado à surdez) é um dispositivo eletrônico que tem, por função básica, a amplificação dos sons. É um recurso muito utilizado por pessoas que têm diversos graus de perda auditiva. (leve, moderado, moderadamente severo, severo e profundo). A perda da audição afeta as pessoas por diferentes causas, por isso, a indicação da necessidade de um aparelho auditivo, aliado a um programa de reabilitação audiológica, deve ser realizada por fonoaudiólogo especializado. A reabilitação auditiva tem como objetivo desenvolver a neuroplasticidade, gerando mudanças na morfologia e no desempenho auditivo após a estimulação da audição, permitindo então que o paciente possa ressignificar cada som que escuta. Existem diferentes tipos de AASI, independente da tecnologia empregada, o dispositivo deve garantir ao usuário a compensação da audibilidade perdida, considerando suas características e necessidades individuais.
Os ruídos de fundo sempre constituíram um dos maiores problemas dos utilizadores de aparelho auditivo. Os aparelhos digitais avançados são capazes de reduzir os ruídos e realçar os sons da fala. Este processo realiza-se automaticamente dentro do aparelho auditivo sem que o utilizador se aperceba disso.
Outros recursos também estão disponíveis nas versões mais atuais, como microfones direcionais para a fala, banda estendida de frequência, que faz com que um maior número de sons seja amplificado e até mesmo a tecnologia Bluetooth. Esta, faz conexão entre equipamentos de áudio e os aparelhos auditivos.
O desempenho dos aparelhos também dependem do tipo ou características da perda auditiva.

## Descrição Geral

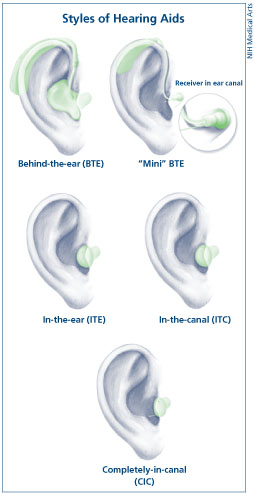
Diferentes tipos de aparelhos auditivos

Um aparelho auditivo convencional é constituído pelos seguintes componentes:
1. Um microfone que capta as ondas sonoras e as transforma em sinais elétricos;
2. Um amplificador que aumenta o sinal sonoro;
3. Um alto-falante que volta a transformar os sinais elétricos em ondas sonoras.

## Tipos de Aparelhos Auditivos[5]
Existem diferentes modelos de aparelhos auditivos, que vão desde os retroauriculares até os intra-auriculares. Os retroauriculares podem ser utilizados com molde convencional ou com um adaptador de tubo fino. Esse último modelo tem sido, atualmente, muito utilizado devido ao seu alto desempenho em amplificar os sons da fala e em não ocasionar o chamado "efeito de oclusão" que é tão comum em aparelhos intra-auriculares.
Sua classificação é dada a partir do local da orelha que são posicionados:
- Retroauricular (BTE):  Localizado atrás da orelha, sendo que o som é enviado ao molde (localizado na orelha do usuário) através de um tubo. São utilizados por pessoas de todas as idades, visto que ele alcança todos os níveis de potência e consegue se adaptar à maioria dos pacientes e podem corrigir desde perdas leves até perdas profundas.
- Microcanal (CIC): É posicionado dentro do canal auditivo, deixando visível somente a haste que facilitará a remoção do aparelho, é indicado para pacientes com perdas leves e moderadas, mas possui restrição para pacientes que possuem canal auditivo estreito.
- Intracanal (ITC): É menos visível, localizado no canal auditivo e cobre apenas uma pequena porção da concha da orelha, auxilia pessoas com perdas auditivas leve, moderada ou severa.
- Intra-auricular (ITE): Preenche a concha da orelha no ouvido externo e tem um botão manual, deixando apenas uma pequena haste para auxiliar sua remoção. Esse também atende perdas auditivas de leve a severa.
- Aparelhos Auditivos com Implantes Cocleares (IC): Embora não sejam aparelhos auditivos tradicionais, os implantes cocleares são uma alternativa para pessoas com perda auditiva profunda que não se beneficiam de aparelhos convencionais. Eles estimulam diretamente o nervo auditivo e são usados em conjunto com próteses auditivas em algumas condições clínicas.
Os aparelhos auditivos modernos são compostos por vários componentes essenciais, que trabalham em conjunto para captar, amplificar e transmitir o som ao ouvido do usuário:  
1. Microfone: Captura os sons do ambiente e os converte em sinais elétricos.  
2. Amplificador: Aumenta a intensidade do som, ajustando o volume de acordo com a necessidade do usuário.  
3. Receptor (ou alto-falante): Transforma os sinais elétricos amplificados de volta em som, transmitindo-os ao ouvido.  
4. Bateria: Fornece a energia necessária para o funcionamento do aparelho.  
5. Controle de volume e ajustes: Permite que o usuário ajuste o volume ou outras configurações, como a tonalidade e os modos de amplificação.  

## Molde
O molde, quando utilizado adequadamente, garante o ajuste do aparelho auditivo no canal auditivo, por onde os sons são transmitidos para a membrana timpânica. Ele tem por função básica a sustentação, condução do som e vedação da orelha que evita a dispersão do som amplificado. É importante que o molde esteja colocado corretamente e seja feito de forma a assentar da maneira mais conveniente no ouvido do usuário, em parte para evitar dores e incômodos quando o molde estiver em uso, e em parte para obter a melhor função do aparelho auditivo. Uma forma apropriada do molde contribui para eliminar o fenômeno da realimentação acústica (microfonia) e um canal de ventilação aberto pode reduzir a sensação de ter o ouvido “entupido” ou se estar a falar “dentro de uma pipa”. Um molde que não assenta bem ou que aperta porque está mal colocado, pode levar a uma má utilização do aparelho. Se o usuário não for capaz de colocar o molde corretamente, necessita de ajuda.
O molde deve ser trocado anualmente em caso de adultos e a cada seis meses em caso de crianças.

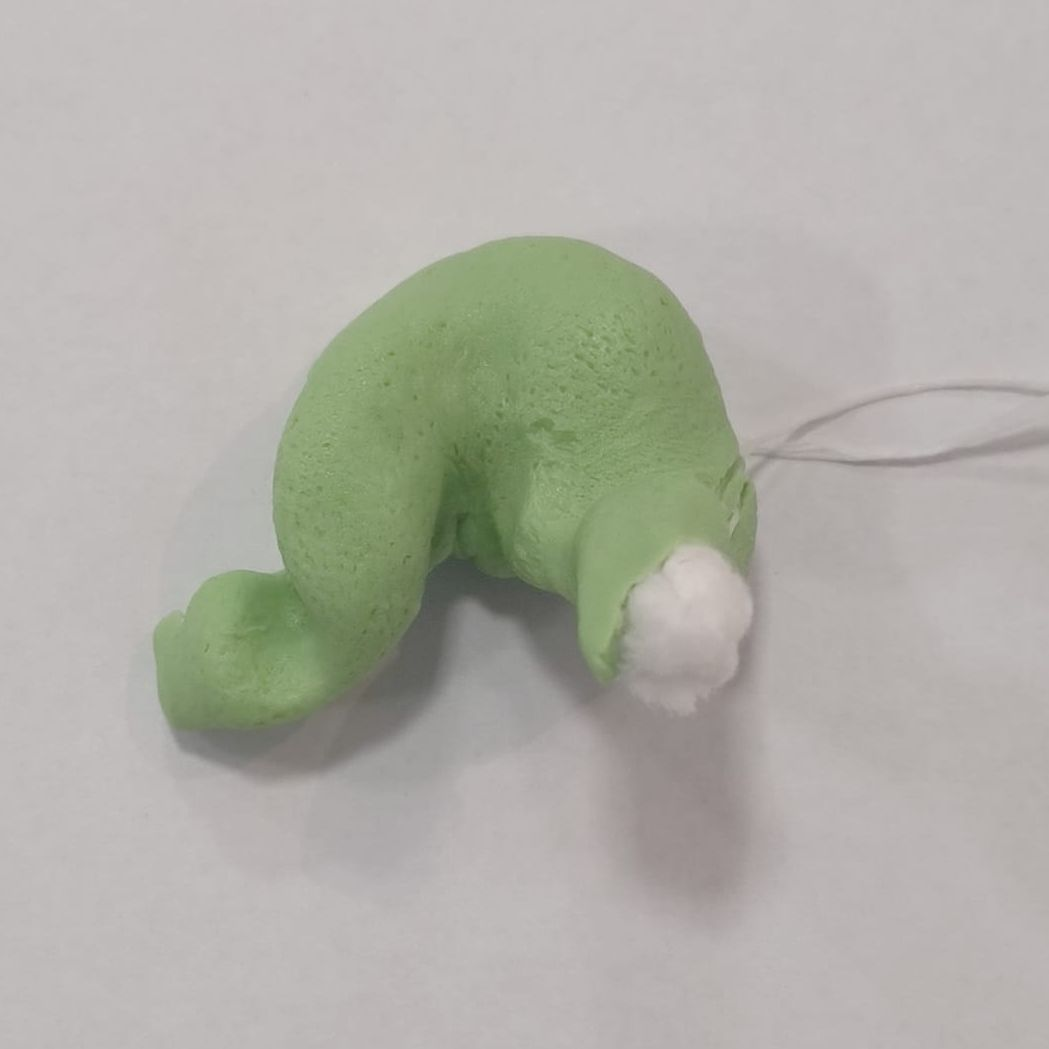
Molde Aparelho Auditivo

Dois são os tipos de materiais utilizados para a confecção do molde: silicone e acrílico. O de silicone consiste em um material macio, flexível, confortável, hipoalérgico e que proporciona maior vedação e aceitação, é, em geral, o de escolha. Contudo, não é possível realizar muitas modificações acústicas e estéticas, pois é de difícil perfuração. O de acrílico, por ser mais rígido, oferece o risco de lesões na orelha externa, são quebráveis e têm indicações mais específicas. Na presença de infecções otológicas crônicas ou recorrentes, o molde a ser escolhido deve ser de fácil limpeza  e  manutenção,  dando-se  preferência  aos  de acrílico por apresentarem menor retenção de impurezas, além de ser facilmente laváveis.
Tipos de Moldes
Concha: este  tipo  de  molde  apresenta amplas vantagens, proporcionando maior vedação acústica, impedindo microfonia, além de incrementar o ganho do AASI. Para graus de perdas severo a profundas, sua indicação ocorre sobretudo quando a perda auditiva requer um aparelho com potência elevada.
Meia-concha: Indicado para pacientes com pouca destreza manual, é indicado para perdas leves até severo.
Canal: é preferencialmente indicado para perdas auditivas de grau leve e moderado.
Aberto: pode ser usado quando a ventilação torna-se insuficiente e abrange um espectro de frequência e intensidade menores.
Invisível simples: é utilizada para perdas auditivas de tipo e graus variáveis e aceita modificações acústicas como a ventilação, utilizada para minimizar o efeito de oclusão, ou para a atenuação das frequências graves.

### Tubo

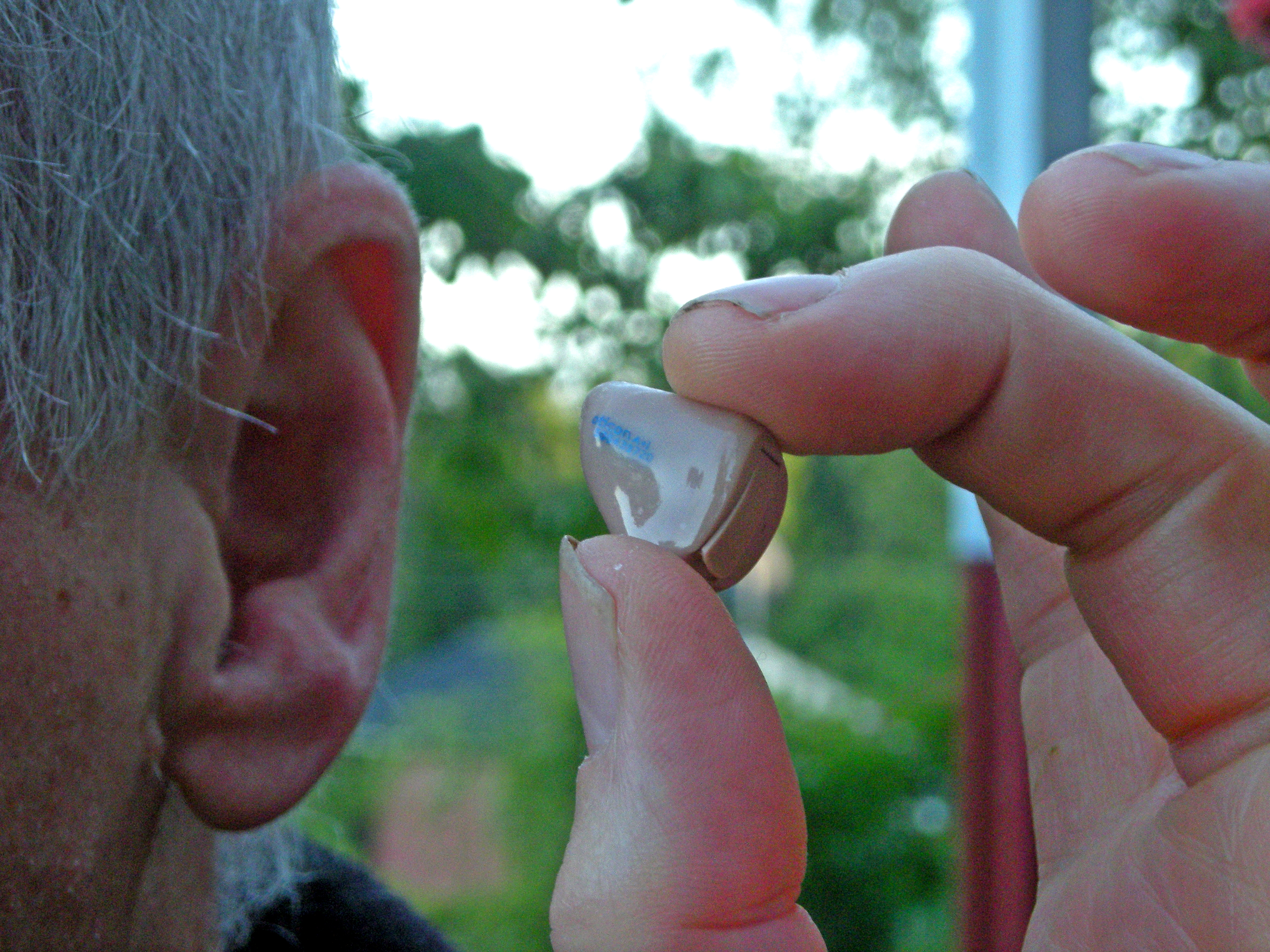
Exemplo de um aparelho

É importante que o tubo que liga o aparelho retroauricular ao molde tenha um comprimento correto e que esteja limpo, inteiro e flexível. Se o tubo estiver curto o utilizador terá uma sensação de esticamento desagradável no molde e o aparelho assobia; se o tubo estiver demasiado comprido, a colocação do aparelho pode ser difícil. O tubo também pode ter um cotovelo que impeça o som de sair. Tanto o molde como o tubo deverão estar ambos limpos. O tubo deve ser trocado de três em três meses ou quando estiver ressecado.

### Colocação do molde no ouvido
O molde de silicone ou acrílico, deve ser inserido no canal auditivo. Com os dedos, encaixa-se na concha, ao longo do pavilhão auricular. A proteção ou o arco deve estar virado para trás – o tubo deve estar na direção, para cima, com o aparelho auditivo no topo do tubo. Para o assistente, o mais fácil é ficar ao lado e/ou atrás do utilizador. Pode ajudar a puxar o ouvido um pouco para trás e para cima, a fim de dilatar e corrigir o ouvido externo. Em alguns casos, o molde assenta por si próprio no devido lugar; em outros casos será necessário acomodá-lo na concha do pavilhão auricular. No entanto, é necessário cuidado, pois o canal auditivo pode ficar dolorido ou irritado, com fricções ou forças excessivas.
Nos últimos anos, os aparelhos auditivos passaram a incorporar tecnologias mais avançadas para melhorar a experiência do usuário. Algumas dessas tecnologias incluem:  
1. Conectividade Bluetooth:  
  - Muitos aparelhos auditivos modernos são equipados com conectividade Bluetooth, permitindo que o usuário os conecte a dispositivos como smartphones, televisores, computadores e sistemas de som, facilitando a comunicação e o acesso à mídia.  
2. Redução de Ruído:  
  - Tecnologias de redução de ruído permitem que os aparelhos auditivos discriminem os sons relevantes em ambientes ruidosos, tornando a comunicação mais clara e eficaz.  
3. Direcionamento de Microfone:  
  - Aparelhos auditivos mais avançados podem ajustar automaticamente os microfones para focar no som que vem de uma direção específica, como uma pessoa falando na frente do usuário, melhorando a compreensão da fala.  
4. Tecnologia de Reconhecimento de Ambiente:  
  - Alguns aparelhos auditivos são capazes de reconhecer automaticamente o ambiente em que o usuário está e ajustar as configurações para otimizar a audição, seja em um ambiente silencioso, com ruído ou em um local com muito eco.  
5. Ajustes Automáticos e Programas Personalizados:  
  - Muitos modelos modernos possuem a capacidade de se ajustar automaticamente a diferentes ambientes acústicos. Além disso, é possível programar os aparelhos para situações específicas, como ouvir música ou atender uma ligação telefônica.  
A escolha do tipo de aparelho auditivo é influenciada por vários fatores, incluindo o grau e o tipo de perda auditiva, a idade do usuário, a preferência estética e o orçamento. Para um bom ajuste, é essencial uma avaliação auditiva completa realizada por um profissional de saúde auditiva, como um otorrinolaringologista ou um audiologista, que determinará o modelo e a configuração mais adequada ao paciente.  
Benefícios e Impacto na Qualidade de Vida  
O uso de aparelhos auditivos pode ter um impacto significativo na qualidade de vida dos usuários. Entre os principais benefícios estão:  
1. Melhora na Compreensão da Fala:  
  - Os aparelhos auditivos aumentam a clareza dos sons, especialmente em ambientes ruidosos, o que melhora a comunicação do usuário com familiares, amigos e colegas de trabalho.  
2. Melhora na Socialização:  
  - A amplificação do som ajuda os usuários a se manterem mais envolvidos em atividades sociais e familiares, reduzindo o isolamento e a solidão associados à perda auditiva.  
3. Aumento na Segurança:  
  - Com a amplificação do som ambiente, os usuários podem ouvir alarmes, sirenes e outros sinais sonoros importantes, melhorando a segurança pessoal.  
4. Apoio no Desenvolvimento Cognitivo e Acadêmico:  
  - Para crianças com perda auditiva, o uso adequado de aparelhos auditivos pode ter um impacto positivo no desenvolvimento da linguagem, na aprendizagem e no desempenho escolar.
A manutenção adequada dos aparelhos auditivos é essencial para garantir sua longevidade e eficiência. Algumas recomendações incluem:  
- Limpeza regular: Os aparelhos auditivos devem ser limpos frequentemente para evitar o acúmulo de cera e sujeira, que podem afetar seu desempenho.  
- Troca de baterias: As baterias dos aparelhos auditivos devem ser trocadas regularmente para evitar falhas no funcionamento.  
- Armazenamento adequado: É importante armazenar os aparelhos auditivos em locais secos e protegidos quando não estiverem em uso.  
- Verificação regular com o audiologista: Consultas periódicas com um audiologista garantem que o aparelho esteja funcionando corretamente e que os ajustes sejam feitos conforme necessário.  

## Aparelho brasileiro
Pesquisadores da Faculdade de Medicina da Universidade de São Paulo, desenvolveram o Manaus, um aparelho auditivo bem mais barato e que tem uma configuração que prolonga o tempo de uso da bateria. A expectativa é que o aparelho chegue ao mercado e reduza custos na saúde pública.
Esse aparelho é, apenas, um amplificador. Atende bem aqueles que buscam uma solução para amplificar os sons porém não apresentam condições para pagar por recursos que promovem conforto e melhor inteligibilidade da fala.
Hoje, existem empresas que montam o aparelho que o cliente deseja; com todos os recursos necessários para sua adaptação. O importante é procurar por quem tem um grande portfólio.

## Preconceitos
O fato de se usar aparelhos auditivos nunca deve ser menosprezado. Um aparelho bem adaptado é um passo decisivo para uma reintegração de um deficiente auditivo. Em caso de dificuldades procure um médico e faça uma audiometria e outros exames adequados. Se por acaso o uso de aparelhos for indicado tenha suficiente paciência para experimentar diferentes modelos em busca de uma melhor solução.
A importância do acompanhamento periódico do usuário de AASI, mesmo depois que este foi adaptado e também das sessões de aconselhamento para trabalhar questões relacionadas às expectativas dos pacientes e familiares, bem como, às dificuldades apresentadas em situações desafiadoras visto que tem grande influencia no processo de satisfação, contribuindo para melhorar a capacidade funcional, aspectos físicos, aspectos emocionais, vitalidade, saúde mental e os aspectos sociais, garantindo qualidade de vida ao usuário de AASI.